# Villennes-sur-Seine
Villennes-sur-Seine là một xã trong vùng hành chính Île-de-France, thuộc tỉnh Yvelines, quận Saint-Germain-en-Laye, tổng Poissy-Nord. Tọa độ địa lý của xã là 48° 56' vĩ độ bắc, 01° 59' kinh độ đông. Villennes-sur-Seine nằm trên độ cao trung bình là 19 mét trên mực nước biển, có điểm thấp nhất là 19 mét và điểm cao nhất là 132 mét. Xã có diện tích 5,17 km², dân số vào thời điểm 1999 là 4864 người; mật độ dân số là 940,8 người/km².